# خواكيم هيرمان
خواكيم هيرمان (بالألمانية: Joachim Herrmann)‏ (و. 1928 – 1992 م) هو سياسي، وصحفي من ألمانيا، وألمانيا الشرقية، ولد في برلين، توفي في برلين، عن عمر يناهز 64 عاماً.

## مناصب
تولى منصب عضو في مجلس الشعب ‏
.

## جوائز
حصل على جوائز منها:
- نيشان كارل ماركس
- وسام الاستحقاق الوطني الذهبي
- راية العمل [الإنجليزية]‏

## روابط خارجية
- خواكيم هيرمان على موقع مونزينجر (الألمانية)